# Oithona robusta
Oithona robusta är en kräftdjursart som beskrevs av Giesbrecht 1891. Oithona robusta ingår i släktet Oithona och familjen Oithonidae. Inga underarter finns listade i Catalogue of Life.